# أحيانا (أغنية)
«أحياناً» أو «سم تايمز» (بالإنجليزية: Sometimes) هي أغنية للمغنية الأمريكية بريتني سبيرز، من ألبومها الأول «...بيبي ون مور تايم». صدرت كأغنية سبيرز المنفردة الثانية في 30 أبريل، 1999 بواسطة تسجيلات جايف.
«أحياناً» هي أغنية بوب مراهقين تتحدث عن فتاة خجولة ومرتبكة من وصف مشاعرها لحبيبها. استقبلت الأغنية نقداً متفاوتاً من النقاد، وأخذت نجاحاً عالمياً بدخولها قائمة توب 10 في 11 دولة. كانت الأغنية #1 في بلجيكا، هولندا ونيوزيلاندا. وكانت #2 في استراليا، وفي المملكة المتحدة كانت #3 لتكون ثالث أعلى أغنية منفردة مبيعاً لسبيرز في المملكة.
في الفيديو الذي صور في ماليبو، كاليفورنيا تظهر سبيرز ترقص وترى حبها من زاوية بعيدة.